# Cortazar (község)
Cortazar község Mexikó Guanajuato államának déli részén. 2010-ben lakossága kb. 88 400 fő volt, ebből mintegy 61 700-an laktak a községközpontban, Cortazarban, a többi 26 700 lakos a község területén található 106 kisebb településen élt.

## Fekvése
A község teljes területe a Vulkáni-kereszthegységhez tartozik. Északnyugati része síkság, mely kb. 1730 méterrel fekszik a tenger szintje felett, középpontjától kissé keletre azonban a Cerro Grande, délre pedig a Cerro Culiacán kúpja emelkedik. Előbbi meghaladja a 2500, utóbbi a 2800 méteres magasságot is. A középponttól nyugatra pedig a kb. 2000 méteres Cerro Gordo található. A községközpont a Cerro Grande északnyugati lábánál épült fel. A terület két állandó folyója a Lerma és a Laja, mellettük kisebb időszakos vízfolyásokat találhatunk itt. A község földjeinek nagy részét, kb. ⅔-át (a síkságon kívül a hegyek lejtőit is részben) a mezőgazdaság hasznosítja, a rétek, legelők 6%-ot tesznek ki, míg a vadon és a kevés erdő összesen 24%-ot.

## Népesség
A község lakóinak száma a közelmúltban folyamatosan növekedett, a változásokat szemlélteti az alábbi táblázat:
| Év   | Lakosság |
| ---- | -------- |
| 1990 | 74 383   |
| 1995 | 80 185   |
| 2000 | 81 359   |
| 2005 | 83 175   |
| 2010 | 88 397   |

## Települései
A községben 2010-ben 107 lakott helyet tartottak nyilván, de nagy részük igen kicsi: 43 településen 10-nél is kevesebben éltek. A jelentősebb helységek:
| Település                      | Lakosság (2010) |
| ------------------------------ | --------------- |
| Cortazar (községközpont)       | 61 658          |
| Tierra Fría                    | 3415            |
| Cañada de Caracheo             | 2109            |
| El Huizache                    | 1910            |
| La Gavia                       | 1432            |
| Caracheo                       | 1230            |
| De Parral                      | 1114            |
| Merino                         | 1044            |
| Santa Fe de la Purísima        | 1030            |
| Colonia la Calzada (La Olla)   | 1015            |
| La Mocha                       | 902             |
| San Isidro Culiacán            | 865             |
| Valencia de Fuentes            | 783             |
| Colonia la Fortaleza           | 756             |
| El Diezmo                      | 719             |
| La Huerta (San José de Amoles) | 682             |
| San Nicolás de Manantiales     | 654             |
| Arreguín de Arriba             | 618             |
| El Zapote                      | 578             |